# Cooleemee
Cooleemee – miasto w Stanach Zjednoczonych, w stanie Karolina Północna, w hrabstwie Davie.